# Maison Edelsheim-Gyulai
La Maison Edelsheim-Gyulai (en hongrois : Edelsheim-Gyulai-ház) est un édifice situé dans le 1er arrondissement de Budapest.